# ユーリ・シェコチーヒン

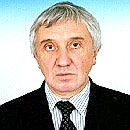
ユーリ・シェコチーヒン

ユーリ・ペトロビッチ・シェコチーヒン（ロシア語:Ю́рий Петро́вич Щекочи́хин、ラテン文字表記の例：Yuri Petrovich Shchekochikhin、1950年6月9日 - 2003年7月3日）は、キロヴァバード(Kirovabad)出身のロシア人ジャーナリスト。作家、リベラル派の政治家でもあった。
アゼルバイジャンの軍人の家に生まれた。モスクワ州立大学でジャーナリズムを学び、コムソモリスカヤ・プラウダ（1972〜1980年）、リテラトゥルナヤガゼタ（1980〜1996年）で調査報道に携わり、その後、ノーヴァヤ・ガゼータで執筆した。
共産主義時代の犠牲者の記憶を生かし続けるメモリアルを含む多くの人権団体で活動し、ロシア政府の腐敗を非難、組織犯罪への取り組みを行い、反戦の立場で活動を行っていた。またロシアへの西側の援助が、外国のコンサルタントと繋がったロシア人を富裕にしたことについて批判的で、アメリカでの講演で「助けてはいけない、ありがとう。あなたの援助のすべてが私たちの美しいダーチャと美しい家をもたらした。あなたはロシアの共産主義者が共産主義を促進し続けるのを助けているだけだ。一極集中の世界を発展させるのは良くない」と話している。プーチン大統領には批判的で、その指導力についてソ連の手法の復活とみなし「私たちは逃げ出した場所に戻りつつある」と訴えていた。
2003年7月3日に不可解な死を遂げた。2週間で全ての内臓が機能しなくなり、皮膚が剥がれ、髪の毛が抜け、呼吸が出来なくなったという。医師は何らかの中毒を疑ったが、死亡診断書には「中毒性表皮壊死症」と書かれた。当局が葬儀を準備しており、遺族は「医療の秘密」で遺体に近づくことも許されなかったと伝えられている。しかし密かに採取された生物学的サンプルが海外に送られ、タリウムとホウ酸が検出された。
2008年に刑事事件として捜査されたが、事件ではないとして処理された。2010年に調査が再開され、北コーカサスに駐留する特殊部隊が所持する薬品が盗まれており、それにより毒殺されたことが報告された。
シェコチーキンはチェチェン復興に割り当てられた予算の行方、国防省の汚職などを追及していたことから、政治的な要因による暗殺と考えられている。